# La Sobirana (Avià)
La Sobirana és una masia del municipi d'Avià inclosa en l'Inventari del Patrimoni Arquitectònic de Catalunya.

## Descripció
Masia de planta rectangular estructurada en planta baixa i un pis superior amb algunes construccions annexes. El parament és a base de carreus de pedra sense treballar units amb molt de morter, a excepció dels de les obertures, cantonades i altres llocs destacats. La porta d'accés és a un dels laterals, es tracta d'un arc de mig punt amb dovelles encoixinades. Les obertures són petites, allindanades i distribuïdes de forma arbitrària. La coberta és coberta a dues aigües amb teula àrab.
Pel que fa a l'interior, algunes habitacions tenen el terra de fusta. Antigament la cuina i la sala eren a peu de carrer però actualment es troben al primer pis.

## Història
Situada dins del terme parroquial de Sant Vicenç d'Obiols, l'any 1553 tenim documentat al fogatge que era habitada per Agostina, vídua al mas Vilasobirana. Pel topònim podríem dir que els seus orígens són medievals, possiblement fou propietat del monestir de Ripoll. La masia s'ha de relacionar amb la veïna de Vilajoana, Vila Jussana en època medieval.